# خليل خميس (لاعب كرة قدم مواليد 1992)
خليل خميس (مواليد 15 يوليو 1992) لاعب كرة قدم إماراتي يجيد اللعب في الوسط.
لعب سابقاً لنادي الفجيرة[[]] وانتقل إلى نادي الوصل عام 2016 و عاد إلى نادي الفجيرة في عام 2019 و بعدها انتقل إلى نادي الشارقة في عام 2021 و انتقل إلى نادي خورفكان في عام 2022.

## روابط خارجية
- خليل خميس على موقع Soccerway.com (الإنجليزية)
- خليل خميس على موقع عالم كرة القدم.نت (الإنجليزية)